# Dikdik
Dikdikové tvoří malou skupinu drobných turovitých sudokopytníků, které se řadí do rodu Madoqua. Obývají buše v jižní a východní Africe.

## Popis
Samice jsou obvykle větší než samci, kteří mají krátké, 3 až 7,5 cm dlouhé rohy. Jsou to štíhlá zvířata s dlouhými a tenkými končetinami a u některých druhů poměrně velkou hlavou v poměru s velikostí těla. Na hlavě mají také typický prodloužený čenich a chocholku vzpřímených chlupů na temeni. Srst je jemná, rudohnědá, na hřbetě a zadku výrazně tmavší, břišní část těla bývá nejčastěji nažloutlá nebo bílá.
Žijí obvykle v párech na území větším jak 12 arů. Tato teritoria se často nacházejí podél skalních útvarů s nepříliš vysokou trávou a keři, které poskytují dikdikům důležitý úkryt. Oblastem s vysokou trávou kde nemají dobrý rozhled do okolí se vyhýbají. Jejich potravu tvoří výhonky, větvičky, ovoce a nejrůznější plody, listy keřů a části různých druhů travin. Díky zvláštnímu tvaru hlavy dokáží konzumovat i části akáciových keřů, které mají na větvích ostré trny. Jsou to velice plachá zvířata, která se stávají potravou varanů, orlů, šakalů, psů hyenovitých, hyen, karakalů, lvů, gepardů, levhartů a jiných afrických šelem.
Samice rodí jediné mládě, které po narození váží méně než 800 gramů. Pohlavní dospělosti dosahuje ve věku šesti až osmi měsíců. V této době je již plně samostatné a rodiče jej donutí dosavadní teritorium opustit.

## Klasifikace
Rozeznávány jsou 4 recentní druhy:
- Dikdik Günterův Madoqua gunther Günther, 1894
- Dikdik Kirkův Madoqua kirkii (Günther, 1880)
- Dikdik somálský Madoqua piacentinii Drake-Brockman, 1911
- Dikdik severní Madoqua saltiana (Desmarest, 1816)